# Renzo Genta
James London, pseudonimo di Renzo Genta (Vercelli, 14 gennaio 1941) è un regista cinematografico e sceneggiatore italiano.

## Biografia
Genta inizia la sua carriera nel 1965; prima ha lavorato come aiuto regia in diversi film, con il regista italiano Dino Risi. Nel 1967 esce I giorni dell'ira, la sua prima sceneggiatura.

## Filmografia

### Regista

#### Cinema
- Jesse & Lester - Due fratelli in un posto chiamato Trinità con Richard Harrison (1972)

### Aiuto regista

#### Cinema
- Il tigre, regia di Dino Risi (1967)
- Omicidio per appuntamento, regia di Mino Guerrini (1967)

- Gangsters '70, regia di Mino Guerrini (1968)
- Straziami ma di baci saziami, regia di Dino Risi (1968)
- Un detective, regia di Romolo Guerrieri (1969)
- Blindman, regia di Ferdinando Baldi (1971)
- Spara Joe... e così sia!, regia di Emilio P. Miraglia (1972)
- Un solo grande amore (La casa de las palomas), regia di Claudio Guerín (1972)
- 7 cadaveri per Scotland Yard (Jack el destripador de Londres), regia di José Luis Madrid (1972)

### Sceneggiatore

#### Cinema
- soggettista de I Giorni dell'Ita"

- Ultimo mondo cannibale, regia di Ruggero Deodato (1977)
- Concorde Affaire '79, regia di Ruggero Deodato (1979)

### Soggettista

#### Cinema
- Elena sì... ma di Troia, regia di Alfonso Brescia (1973)
- Le amorose notti di Alì Babà, regia di Luigi Latini De Marchi (1973)

#### Televisione
- Nessuno deve sapere – miniserie TV (1972)